# 狩野良知
狩野 良知（かのう りょうち、1829年〈文政12年1月〉 - 1906年〈明治39年〉12月14日）は、江戸時代から明治時代にかけての武士、漢学者。久保田藩大館城代家老、のち内務属権小書記官。秋田市の都市公園である「千秋公園」の命名者として知られる。秋田魁新報の前身である「聚珍社」「遐邇新聞」も良知の命名である。幼名は国松、のちに深蔵を名乗った。字は君達、号は羽北。京都帝国大学文科大学初代学長を務めた狩野亨吉の父。

## 略歴・人物
狩野家はもともと山形を本拠地とする最上氏に仕えた武家である。最上氏が江戸幕府によって改易されたのち、久保田藩（本城は久保田城）の支城があった大館の佐竹西家に仕えた。
良知は出羽国秋田郡大館町に狩野与十郎長安の子として生まれた。藩校明徳館に学び、のち江戸の陽明学者・佐藤一斎の私塾や昌平坂学問所でも学んだ。
安政元年（1854年）、尊王開国論者であった良知は『三策』を執筆。これは嘉永6年（1853年）より北国・奥羽を旅行していた萩藩士の吉田松陰によって持ち帰られ、のちに長門国萩の松下村塾から出版されている。久保田藩は戊辰戦争の際に新政府軍へ与したため、周囲の奥羽諸侯との間で秋田戦争が勃発したが、この際に大館城代の家老であった良知は明徳館詰役支配に任じられて庄内藩との戦闘に出陣し、由利郡の本荘藩領へ進軍した。しかし、大館城は盛岡藩の攻撃によって落城し、良知の息子の亨吉は姉に背負われて弘前藩領まで避難している。
明治7年（1874年）に内務省に入り、ほどなくして妻子とともに一家で東京に移住した。明治19年（1886年）の退官後は名利を求めず、秋田県内および秋田県出身の文人・知識人の相談役として活躍した。明治39年（1906年）没。多磨霊園に葬られた。

## 栄典・授章・授賞
- 1884年（明治17年）8月30日 - 正七位[3]

## 家族
- 父: 狩野与十郎長安 - 大館城代組下久保田藩士
- 母: 狩野水子（美津） - 歌人
- 弟: 狩野旭峰（良資） - 漢学者、ジャーナリスト
- 妻: 水野千代
- 長男: 狩野元吉 - 自由民権運動家
- 長女: 前小屋久子 - 退官後の亨吉とともに「明鑑社」という鑑定屋の看板をあげた
- 次男: 狩野亨吉 - 第一高等学校校長、京都帝国大学文科大学初代学長

## 著書
- 『三策』
- 『支那数学史』
- 『秋田覧古編』
- 『宇内平和策』
- 『時事見聞記』